# Вимірювач імітансу
Вимірювач імітансу (Вимірювач CLR, LCR, RLC, RCL) - прилад, призначений для визначення імітансу електричного кола. Під імітансом розуміють узагальнення для імпедансу (повного опору) та адміттансу (повної провідності). Також даним приладом можна вимірювати активну та реактивну складові імпедансу або адміттансу, електричну ємність, індуктивність, тангенс кута діелектричних втрат конденсаторів та добротність котушок.
Вимірювання прилад проводить зазвичай на частоті 1кГц.